# Línea Azul (Tren Ligero de Baltimore)
La línea Azul (en inglés: Blue Line) es una de las tres líneas de tránsito rápido del Tren Ligero de Baltimore. La línea opera entre las estaciones Hunt Valley y BWI Airport.